# Programme génétique
Le programme génétique est l'ensemble des informations contenues dans le noyau des cellules. Lors de la fécondation, les gamètes transmettent ces informations à la cellule œuf.

## Origines de la métaphore
Le premier article, intitulé « Cause and Effect in Biology » est écrit par Ernst Mayr et est publié dans la revue Science, il s'agit du même article qui introduira les notions de « causes immédiates » et « causes prochaines ».

Dans son article, Mayr introduit cette notion par un ensemble de généralisations audacieuses : 
« 
Le code ADN, entièrement propre à l'individu et pourtant spécifique à l'espèce de chaque zygote (la cellule-œuf fertilisée), qui contrôle le développement des systèmes nerveux central et périphérique, des organes des sens, des hormones, de la physiologie et de la morphologie de l'organisme, est le programme de l'ordinateur comportemental de l'individu.
 »
Le deuxième article est écrit par Jacques Monod et François Jacob et intitulé « Genetic Regulatory Mechanisms in the Synthesis of Proteins », qui introduit également le modèle de l'opéron et qui leur vaudra le prix Nobel de physiologie ou médecine en 1965.
François Jacob, dès le début de son ouvrage La Logique du vivant, une histoire de l’hérédité, reprend la même idée, en plusieurs phrases cette fois, et souligne l'analogie avec l'informatique.
« Ce qui est transmis de génération en génération ce sont les « instructions » spécifiant les structures moléculaires. Ce sont les plans d'architecture du futur organisme. Ce sont aussi les moyens de mettre ces plans à exécution et de coordonner les activités du système. Chaque œuf contient donc, dans les chromosomes reçus de ses parents, tout son propre avenir, les étapes de son développement, la forme et les propriétés de l'être qui en émergera. L'organisme devient ainsi la réalisation d'un programme prescrit par l'hérédité. » (p. 10)
« Le programme représente un modèle emprunté aux calculatrices électroniques. » (p. 17)
« Une chose est certaine, si un programme informatique est une séquence d'instructions qui spécifie étape par étape les opérations à effectuer pour obtenir un résultat, et s'exprime sous une forme qui permet de l'utiliser avec une machine, l'ADN  en tant que programme et les mécanismes cellulaires en tant qu'exécutants n'est pas une notion dénuée de sens. À ce moment, une cellule peut être comparée à quelque chose de semblable à un ordinateur. »

## Remises en cause

### Philosophiques
Des recherches récentes sur l'histoire de la métaphore suggèrent que Jacques Monod, François Jacob et Ernst Mayr ont été en contact avant la publication de ces articles et ont probablement discuté de l'idée de programme génétique. Pour ces trois auteurs, l'aspect le plus important est la solution qu'apporte la métaphore au problème de la finalité en biologie. En effet, parler des organismes comme possédant un « programme génétique » dont le contenu est le résultat du hasard (les mutations) et de la nécessité (la sélection naturelle) permet de faire référence à un but que suit l'organisme mais dont la finalité émerge de la nécessité et non d'une finalité divine, téléologique. Par la suite, François Jacob a pris ses distances par rapport à l'idée que la notion de programme génétique est associée à un déterminisme génétique fort et a fait remarquer que cela n'implique surtout pas que tout est écrit d'avance dans l'ADN.

### Scientifiques
Une étude publiée dans la revue PLOS Biology montre qu'il n'y a nul « programme génétique », que l'expression génétique est aléatoire. Elle remet donc de l'intérêt sur la « sélection » et le « hasard » déjà soutenus par Jean-Jacques Kupiec. « Sélection » et « hasard » de Darwin dont Engels dit déjà à l'époque que ce ne sont encore des métaphores provisoires.